# Далмација (1918—1924)
Покрајина Далмација била је привремена територијална јединица Краљевине Срба, Хрвата и Словенаца, која је постојала од југословенског уједињења 1918. године до 1924. Њено укидање и увођење области као административних подручја предвиђено је Видовданским уставом 1921. године. Словенија и Далмација су административно биле подијељене само на срезове (котаре), осим судске подјеле која је одговарала окрузима и жупанијама у другим покрајинама.

## Историја
Земаљска влада за Далмацију је основана 1. новембра 1918. године у Сплиту. За предсједника владе је изабран др Иван Крстељ.